# Чешки Брод
Чешки Брод (чеш. Český Brod) град је у Чешкој Републици. Град се налази у управној јединици Средњочешки крај, у оквиру којег припада округу Колин.

## Становништво
Према подацима о броју становника из 2014. године град је имао 6.864 становника.